# Stephan Evenblij
Stephan Evenblij (Den Haag, 6 juli 1981) is een Nederlands acteur die vooral bekend werd als de privédetective van Ludo Sanders in de dagelijkse soapserie Goede tijden, slechte tijden. Stephan is de jongere broer van Frank Evenblij, die bekend werd als jakhals bij De Wereld Draait Door.

## Carrière
Evenblij is onder meer bekend van zijn rollen in Goede tijden, slechte tijden, Shouf Shouf!, Voetbalvrouwen (seizoen 1 en 2) en de film Alibi. Ook is hij bekend als grote-duimenman in de reclame voor KPN Hi.
Ook staat Evenblij regelmatig op de planken. Hij deed dit eerder bij onder andere. Toneelgroep De Appel, ALBA theaterhuis en Branoul literair theater.
Naast bedenker en maker van enkele tot op heden kleinere films heeft hij een atelier/winkel in het oude centrum van Voorburg. Hier schildert Stephan in een geheel eigen stijl op linnen, steigerhout en andere materialen. Ook geeft hij daar regelmatig schilder- en tekenlessen.

### Films en series
- Quiz - Koos (2012)
- Rocketeer - Mark (2012)
- Seinpost Den Haag - Agent Josh Vrolik (2011)
- Dik Trom - Henk Slager (2010)
- De hoofdprijs - Stef Moes (2009)
- Total Drama Island (2008-2009) - Owen (stem)
- Pauwen en Reigers - Peter Vonk (2008-)
- Flow (2008) - Talkshowhost
- Radeloos (2008) - Barman
- Voetbalvrouwen - Mickey de Reuver (2007-2009)
- Ode Ober (2007) - Druktemaker
- Alibi (2008) - Hondenbezitter
- Shouf Shouf! (1 aflevering, 2007)
- Landje (2007) - Asielmedewerker
- Met één been in het graf  - Jehovagetuige (1 aflevering, 2006)
- Marriage (2005) - Video Man
- Goede tijden, slechte tijden - Detective Bloemers (2004-2007)

### Theater
- Het woud (2007) - Milonov (Toneelgroep De Appel)

### Reclame
- KPN Hi - Dikke-duimencommercial (2007-2008)
- BOL.com - Man achter de balie (2006)